# 北方龍屬
北方龍屬（Borealosaurus）是蜥腳下目泰坦巨龍類恐龍的一屬，化石是在2004年發現於中國北部遼寧省的孫家灣組，地質年代為白堊紀晚期。北方龍是種四足植食性恐龍，根據破碎的化石，身長被估計約12公尺，高4公尺，體重估計約10噸。根據中後段尾椎的型態，顯示北方龍跟後凹尾龍是近親；後凹尾龍是在蒙古國發現的泰坦巨龍類。
模式種為維氏北方龍（B. wimani），是在2004年由尤海魯等人所敘述、命名，是目前的唯一種。屬名是以希臘文的「Βορεąς」（意即「北風」）與「σαυρος」（即「蜥蜴」）來命名的；種名是為紀念瑞典古生物學家卡爾·維曼（Carl Wiman），卡爾·維曼曾命名了中國第一種恐龍。

## 外部連結
- Karen's Komments - ESCONI Paleontology Study Group（页面存档备份，存于）
- Translation of dinosaur.net.cn/Museum (China)（页面存档备份，存于）
- Fact-Sheet at Dinosaurier-info (in German)